# Pseudoxenodon
Pseudoxenodon is een geslacht van slangen uit de familie toornslangachtigen (Colubridae) en de onderfamilie Pseudoxenodontinae.

## Naam en indeling
Er zijn zes soorten, de wetenschappelijke naam van de groep werd voor het eerst voorgesteld door George Albert Boulenger in 1890.

## Uiterlijke kenmerken
De verschillende soorten bereiken een lichaamslengte van ongeveer 55 centimeter tot 1,5 meter. Alle soorten kunnen huidflappen in de nek afplatten en lijken dan sprekend op cobra's. De slangen zijn matig giftig maar niet zo gevaarlijk als de echte cobra's.

## Levenswijze
Op het menu staan kleine ongewervelden zoals kikkers en hagedissen. In de maag van een exemplaar zijn ook wel eens resten van insecten aangetroffen maar vermoedelijk waren deze door een buitgemaakte kikker verorberd. De vrouwtjes zetten eieren af.

## Verspreiding en habitat
De slangen komen voor in delen van Azië en leven in de landen India, Nepal, Myanmar, Thailand, Maleisië, Vietnam, Laos, Bhutan, China, Taiwan en Indonesië. De habitat bestaat voornamelijk uit vochtige tropische en subtropische bossen, zowel in laaglanden als in bergstreken.

## Beschermingsstatus
Door de internationale natuurbeschermingsorganisatie IUCN is aan alle soorten een beschermingsstatus toegewezen. Vijf soorten worden beschouwd als 'veilig' (Least Concern of LC) en een soort als 'onzeker' (Data Deficient of DD).

## Soorten
Het geslacht omvat de volgende soorten, met de auteur en het verspreidingsgebied.
| Naam                       | Auteur        | Verspreidingsgebied                                                     | Beschermingsstatus |
| -------------------------- | ------------- | ----------------------------------------------------------------------- | ------------------ |
| Pseudoxenodon bambusicola  | Vogt, 1922    | China, Vietnam, Laos                                                    |                    |
| Pseudoxenodon baramensis   | Smith, 1921   | Maleisië                                                                |                    |
| Pseudoxenodon inornatus    | Boie, 1827    | Indonesië                                                               |                    |
| Pseudoxenodon karlschmidti | Pope, 1928    | China, Vietnam                                                          |                    |
| Pseudoxenodon macrops      | Blyth, 1855   | India, Nepal, Myanmar, Thailand, Maleisië, Vietnam, Laos, Bhutan, China |                    |
| Pseudoxenodon stejnegeri   | Barbour, 1908 | China, Taiwan                                                           |                    |